# Priscilla Tabunda
Priscilla Tabunda (Busia, 22 agosto 1989) è una lunghista e multiplista keniota.

## Biografia
Tabunda ha disputato le sue prime competizioni internazionali nel 2010, partecipando ai Campionati africani nel salto con l'asta. Dopo aver vinto nel 2011 i campionati nazionali nell'eptathlon, Tabunda ha esordito con le prove multiple ai Giochi panafricani 2015, senza terminare la competizione. Successivamente ha preso parte a competizioni a livello regionale nel salto in lungo e nei 100 metri ostacoli, arrivando a gareggiare nel 2018 ai Giochi del Commonwealth in Australia.

## Palmarès
| Anno | Manifestazione           | Sede        | Evento             | Risultato | Prestazione | Note                                     |
| ---- | ------------------------ | ----------- | ------------------ | --------- | ----------- | ---------------------------------------- |
| 2010 | Campionati africani      | Nairobi     | Salto con l'asta   | 7ª        | 2,40 m      |                                          |
| 2015 | Giochi panafricani       | Brazzaville | Eptathlon          | dnf       | dnf         |                                          |
| 2015 | Giochi mondiali militari | Mungyeong   | Salto in lungo     | 12ª       | 5,72 m      |                                          |
| 2015 | Giochi mondiali militari | Mungyeong   | 4×100 m            | 6ª        | 47"65       |                                          |
| 2015 | Giochi mondiali militari | Mungyeong   | 4×100 m            | 6ª        | 3'46"98     |                                          |
| 2016 | Campionati africani      | Durban      | 100 m hs           | Batteria  | 14"79       |                                          |
| 2016 | Campionati africani      | Durban      | Salto in lungo     | 8ª        | 5,81 m      |                                          |
| 2018 | Giochi del Commonwealth  | Gold Coast  | 100 m hs           | Batteria  | 14"18       |                                          |
| 2018 | Giochi del Commonwealth  | Gold Coast  | Salto in lungo     | 17ª (q)   | 5,68 m      |                                          |
| 2018 | Campionati africani      | Asaba       | Salto in lungo     | 7ª        | 6,00 m      |                                          |
| 2021 | World Relays             | Chorzów     | Staffetta hs mista | Bronzo    | 59"89       | Miglior prestazione personale stagionale |